# Diagramme de Stüve

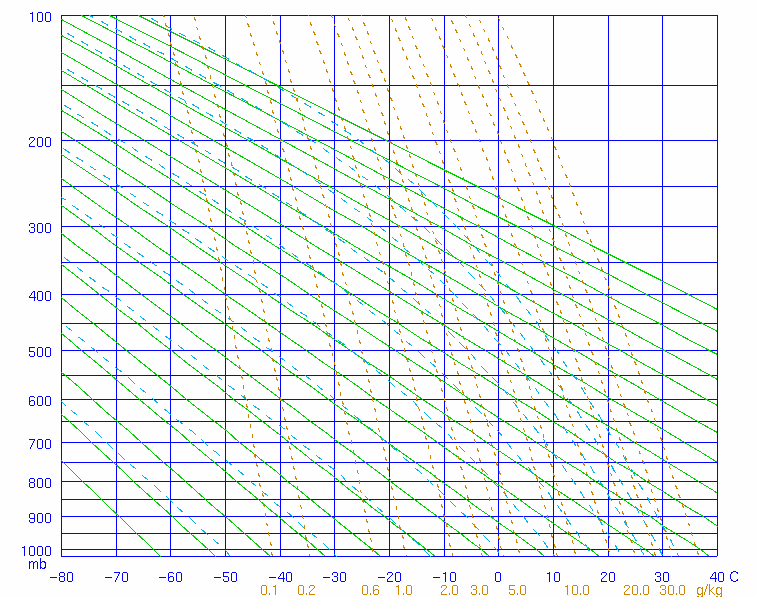
Exemple de diagramme de Stüve.

Le diagramme de Stüve, l'un des quatre diagrammes thermodynamiques utilisés pour analyser la structure thermique de l'atmosphère, est utilisé pour pointer la température et le point de rosée provenant d'un sondage aérologique par radiosondes, d'un avion ou extrapolés par satellite.
Le diagramme de Stüve a été développé vers 1927 par l'allemand Georg Stüve (1888-1935) et a été rapidement adoptée dans plusieurs pays pour sa simplicité. En effet, il utilise des lignes droites pour ses trois principales variables : la pression, la température et la température potentielle. Les axes ont ainsi pour coordonnées cartésiennes la température (T) et pk où p est la pression et k = R /{\displaystyle c_{p}} est 0,2857 (R étant la constante des gaz pour l'air sec pur et {\displaystyle c_{p}}, la chaleur massique de l'air à pression constante).

## Description
Dans le diagramme, les isothermes sont verticales, les isobares sont horizontales et les lignes adiabatiques sèches, montrant la variation de température et de pression d'un soulèvement d'air sec, sont à 45 degrés vers la droite. Alors que les trois types précédents sont des lignes droites, les lignes pseudo-adiabatiques d'air saturé sont courbes. Les lignes de rapport de mélange sont également généralement indiquées.

## Limitation
Cet arrangement contrevient à la formule de Clausius-Clapeyron et se fait au détriment de la proportionnalité entre l'aire et l'énergie entre deux courbes de températures (contrairement à l’émagramme et au téphigramme). Il ne peut donc servir pour calculer l'énergie potentielle de convection disponible (EPCD) directement.